# John MacGregor
John Roddick Russell MacGregor, baron MacGregor of Pulham Market (ur. 14 lutego 1937 w Glasgow), brytyjski polityk, członek Partii Konserwatywnej, minister w rządach Margaret Thatcher i Johna Majora. Oficer Orderu Imperium Brytyjskiego (OBE).

## Życiorys
Wykształcenie odebrał w Merchiston Castle School, na uniwersytecie w St Andrews i w King's College w Londynie. W lutym 1974 r. został wybrany do Izby Gmin jako reprezentant okręgu South Norfolk. W latach 1977–1981 był partyjnym whipem. W 1981 r. został młodszym ministrem w departamencie handlu i przemysłu. W 1983 r. został przeniesiony do ministerstwa rolnictwa, rybołówstwa i żywności.
W 1985 r. został członkiem gabinetu jako naczelny sekretarz skarbu. W 1987 r. został ministrem rolnictwa, rybołówstwa i żywności. Za jego urzędowania miał miejsce pierwszy kryzys związany z pojawieniem się choroby wściekłych krów. W 1989 r. MacGregor został ministrem edukacji i nauki. W listopadzie 1990 r., na kilka dni przed ustąpieniem Margaret Thatcher, został Lordem Przewodniczącym Rady i przewodniczącym Izby Gmin. Stanowiska te utrzymał po dojściu do władzy Johna Majora. Po wyborach 1992 r. został ministrem transportu.
Ze stanowisk rządowych zrezygnował w 1994 r. W parlamencie zasiadał do 2001 r., kiedy nie wystartował w wyborach do Izby Gmin. 5 lipca tego roku otrzymał tytuł barona MacGregor of Pulham Market i zasiadł w Izbie Lordów.